# Hans-Joachim Brieske
Hans-Joachim Brieske (* 20. Jahrhundert) ist ein ehemaliger deutscher Schauspieler und Hörspielsprecher.

## Leben
Hans-Joachim Brieske war vor allem in der DDR als Schauspieler vor der Kamera tätig. Er wirkte in mehreren Filmen der DEFA und Fernsehserien des Deutschen Fernsehfunks mit. Er war dabei oftmals in Nebenrollen besetzt. Von 1983 bis 1991 wirkte er in zehn Filmen der Reihe Polizeiruf 110 mit. Nach 1992 war er nicht mehr als Schauspieler tätig.

## Filmografie
- 1983: Der Angler auf dem Dach
- 1983: Polizeiruf 110: Auskünfte in Blindenschrift
- 1984: Ich liebe Victor
- 1984: Mensch, Oma! (Fernsehserie)
- 1984: Susanna und der arme Teufel
- 1985: Flug des Falken (Fernsehserie)
- 1986: Rund um die Uhr
- 1986: Das Haus am Fluß
- 1986: Das Buschgespenst
- 1987: Die Alleinseglerin
- 1988: Polizeiruf 110: Der Kreuzworträtselfall
- 1989: Polizeiruf 110: Mitternachtsfall
- 1989: Polizeiruf 110: Unsichtbare Fährten
- 1990: Polizeiruf 110: Tödliche Träume
- 1990: Klein, aber Charlotte (Fernsehserie)
- 1990: Polizeiruf 110: Tod durch elektrischen Strom
- 1990: Polizeiruf 110: Das Duell
- 1991: Polizeiruf 110: Zerstörte Träume
- 1991: Polizeiruf 110: Mit dem Anruf kommt der Tod
- 1991: Polizeiruf 110: Thanners neuer Job
- 1992: Wunderjahre

## Hörspiele (Auswahl)
```
* 1982: 
Christiane Barckhausen
: 
Der kleine Lehrer
 (Bayardo) – Regie: 
Detlef Kurzweg
 (
Original-Hörspiel
, Kinderhörspiel – 
Rundfunk der DDR
)
```

- 1985: Peter Löpelt: Waldstraße Nummer 7: Gewitter aus dem Sommerhimmel (2. Träger) – Regie: Edith Schorn (Originalhörspiel, Kurzhörspiel – Rundfunk der DDR)
- 1985: Monika Beck: Waldstraße Nummer 7: Das Pflegekind (Karl) – Regie: Detlef Kurzweg (Originalhörspiel, Kurzhörspiel – Rundfunk der DDR)

Quelle: ARD-Hörspieldatenbank